# Michael Seadle

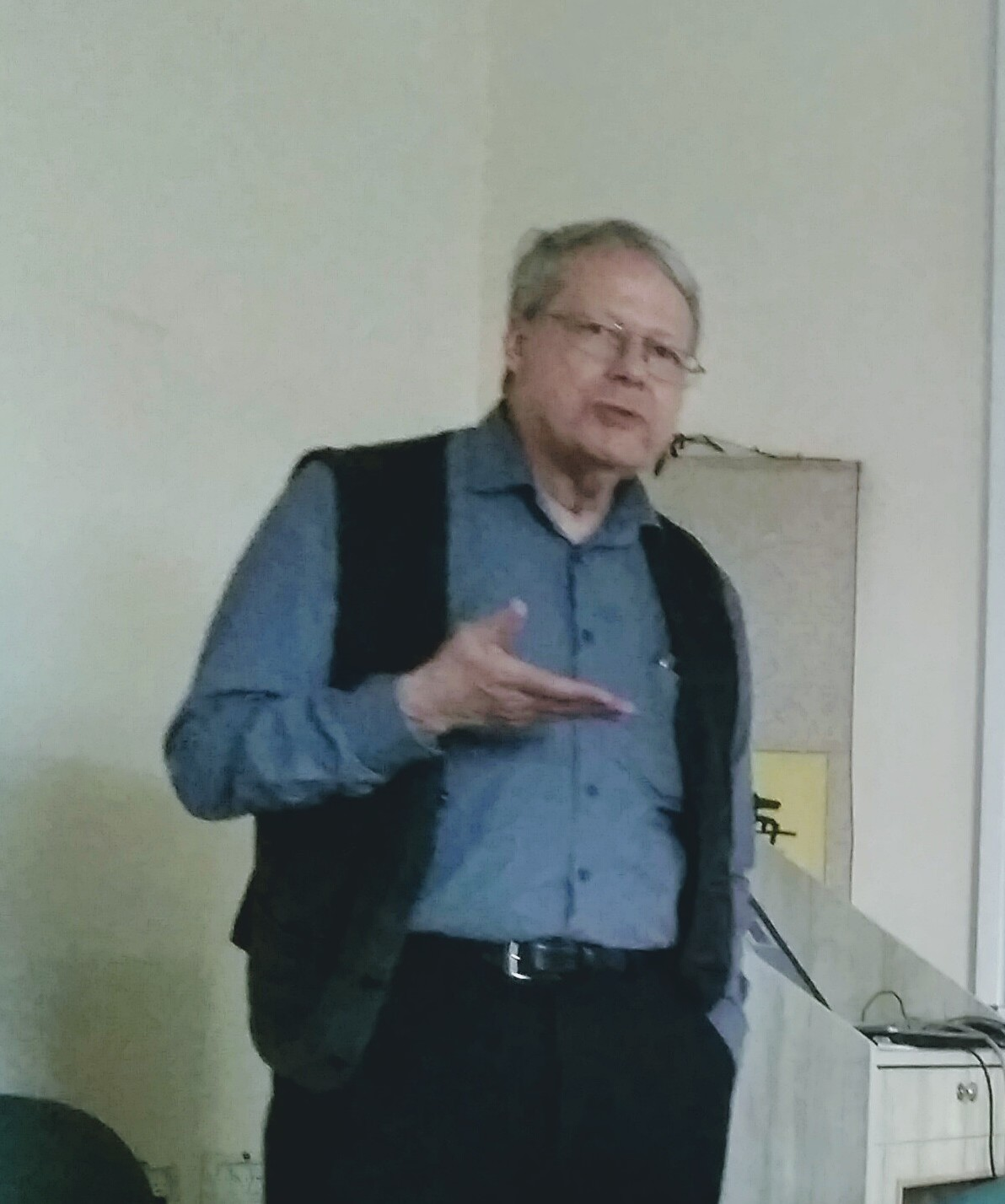
Michael Seadle (2019)

Michael Seadle (* 16. Juni 1950 in Detroit, Michigan) ist ein US-amerikanischer Historiker und Informationswissenschaftler. Er war Professor für Digitale Bibliotheken am Institut für Bibliotheks- und Informationswissenschaft an der Humboldt-Universität zu Berlin.

## Beruflicher Werdegang
Nach dem Bachelorabschluss im Jahr 1972 und dem Master of Arts 1973 promovierte Seadle 1977 im Fach Geschichte an der Universität Chicago über: Quakerism in Germany: the pacifist response to Hitler. Nach der Promotion arbeitete er als Abteilungsleiter in der Bibliothek der Universität von Chicago und war als Programmierer, Datenbankmanager und Analyst bei verschiedenen Unternehmen tätig. Von 1986 bis 1987 arbeitete er als Dozent an der Northwestern University und unterrichtete „Foundations of Western Intellectual Thought“. Zwischen 1987 und 1989 war Seadle stellvertretender Direktor des Rechenzentrum für Academic Computing and User Support Services der Eastern Michigan Universität und unterrichtete am Institut für Geschichte 20th Century Civilizations. Anschließend arbeitete er als stellvertretender Direktor der Abteilung für Bibliothekstechnik an der Bibliothek der Cornell University in Ithaca, New York. Zwischen 1992 und 1996 war Michael Seadle Präsident der Firma Seadle Consulting, East Lansing. Im Jahr 1997 erhielt er den Abschluss Master of Science in Information von der University of Michigan und wurde mit dem Margaret Mann Awards ausgezeichnet. Es folgten Tätigkeiten als Leiter des Digital and Multimedia Centers und als stellvertretender Direktor im Bereich Informationstechnologie der Bibliothek der Michigan State University.
Von 2006 bis 2015 war Michael Seadle Professor am Institut für Bibliotheks- und Informationswissenschaft an der Humboldt-Universität zu Berlin. Er war seit 2006 Direktor des Institutes und seit 2010 Dekan der Philosophischen Fakultät I. Seit 2012 ist Michael Seadle Vorsitzender der iSchools Gruppe, einem weltweiten Verbund informationswissenschaftlicher Hochschulen.

## Projekte
- Gemeinsam mit Peter Schirmbacher and Elisabeth Niggemann: "LOCKSS und KOPAL Infrastruktur und Interoperabilität" (LuKII), Deutsche Forschungsgemeinschaft, 2009
- Gemeinsam mit Rainer Kuhlen: "Aufbau einer Informationsinfrastruktur zum Urheberrecht für Bildung und Wissenschaft Urheberrechtliches Wissen für Bildung und Wissenschaft (IUWIS)"  Deutsche Forschungsgesellschaft, 2009–2011
- „Workshop on Preservation Networks and Technologies“, Deutsche Forschungsgesellschaft, 2007.
- Gemeinsam mit Ruth Ann Jones: "Making of Modern Michigan," Institute of Museum and Library Services Award, 2002–2005
- Gemeinsam mit Richard Triemer: “The Euglenoid Project Ii: Restructuring Phylogeny And Taxonomy.” National Science Foundation award, 2003–2008.
- Gemeinsam mit Peter Berg: "Feeding America: The Historic American Cookbook Project," Institute of Museum and Library Services award, 2001–2004.
- Gemeinsam mit Peter Berg: "Shaping the Values of Youth: A Nineteenth Century American Sunday School Book Collection," Library of Congress/Ameritech National Digital Library award, 1999–2001.
- "Digital Orchid Library," American Orchid Society award, 2001–2002
- Gemeinsam mit Mark Kornbluh, John Deller, and Joyce Grant: "National Gallery of the Spoken Word," Digital Library Initiative (Phase 2) award, 1999–2004.
- Gemeinsam mit David Wiley, Fredric Bohm, Mark Kornbluh, Joseph Lauer: “Accessing African Scholarly Journals: Sustainable Electronic Publishing and Indexing of African Journals through International Cooperation,” Titel VI International Education Program award, 1999–2004
- Gemeinsam mit Mark Kornbluh, David Robinson, David Wiley: "Building a Multi-Lingual Digital Library for West African Sources," International Digital Library Initiative Award, 2000–2003.

## Herausgeberschaft/Mitgliedschaft in wiss. Vereinen und Verlagen
- Herausgeber, Library Hi Tech, GB, 1997-
- Mitglied im Herausgebergremium, Reference Services Review, GB, 1998-
- Mitglied im Herausgebergremium, World Digital Libraries: An International Journal, Indien, 2007-
- Mitglied im Herausgebergremium, Bibliothek:Forschung und Praxis, Deutschland, 2008-
- Mitglied, LOCKSS (Lots of Copies Keeps Stuff Safe) Alliance Technical Policy Committee
- Mitglied im Herausgebergremium, Journal for the Study of Radicalism, USA, 2007–2010
- Mitglied, German-North American Resources Partnership, 2003–2008
- Vorstand, Germanists Discussion Group, Association of College and Research Libraries, 2005–2006.
- Mitglied, Emerald / MCB University Press Research Fund Board, 2001–2004.
- Vorstand, Digitization Committee, Action Team for Library Advancement Statewide, 2001–2002
- Vorstand, Electronic Text Centers Discussion Group, American Library Association, 1998–2003
- Koordinator, Digital Libraries Group, German Resources Project, Association of Research Libraries, 1998–2003
- Herausgeber, South Asia Libraries Notes and Queries, 1979–81